# Prännesuvvene
Prännesuvvene är en sjö i Härjedalens kommun i Härjedalen och ingår i Göta älvs huvudavrinningsområde. Sjön har en area på 0,099 kvadratkilometer och ligger 922,5 meter över havet. Sjön avvattnas av vattendraget Mugga.

## Delavrinningsområde
Prännesuvvene ingår i det delavrinningsområde (693704-131403) som SMHI kallar för Ovan None. Medelhöjden är 995 meter över havet och ytan är 15,51 kvadratkilometer. Det finns ett avrinningsområde uppströms, och räknas det in blir den ackumulerade arean 28,3 kvadratkilometer. Mugga som avvattnar avrinningsområdet har biflödesordning 2, vilket innebär att vattnet flödar genom totalt 2 vattendrag innan det når havet efter 721 kilometer. Avrinningsområdet består mestadels av kalfjäll (99 procent). Avrinningsområdet har 0,1 kvadratkilometer vattenytor vilket ger det en sjöprocent på 0,6 procent.